# Aciñeira de Covas

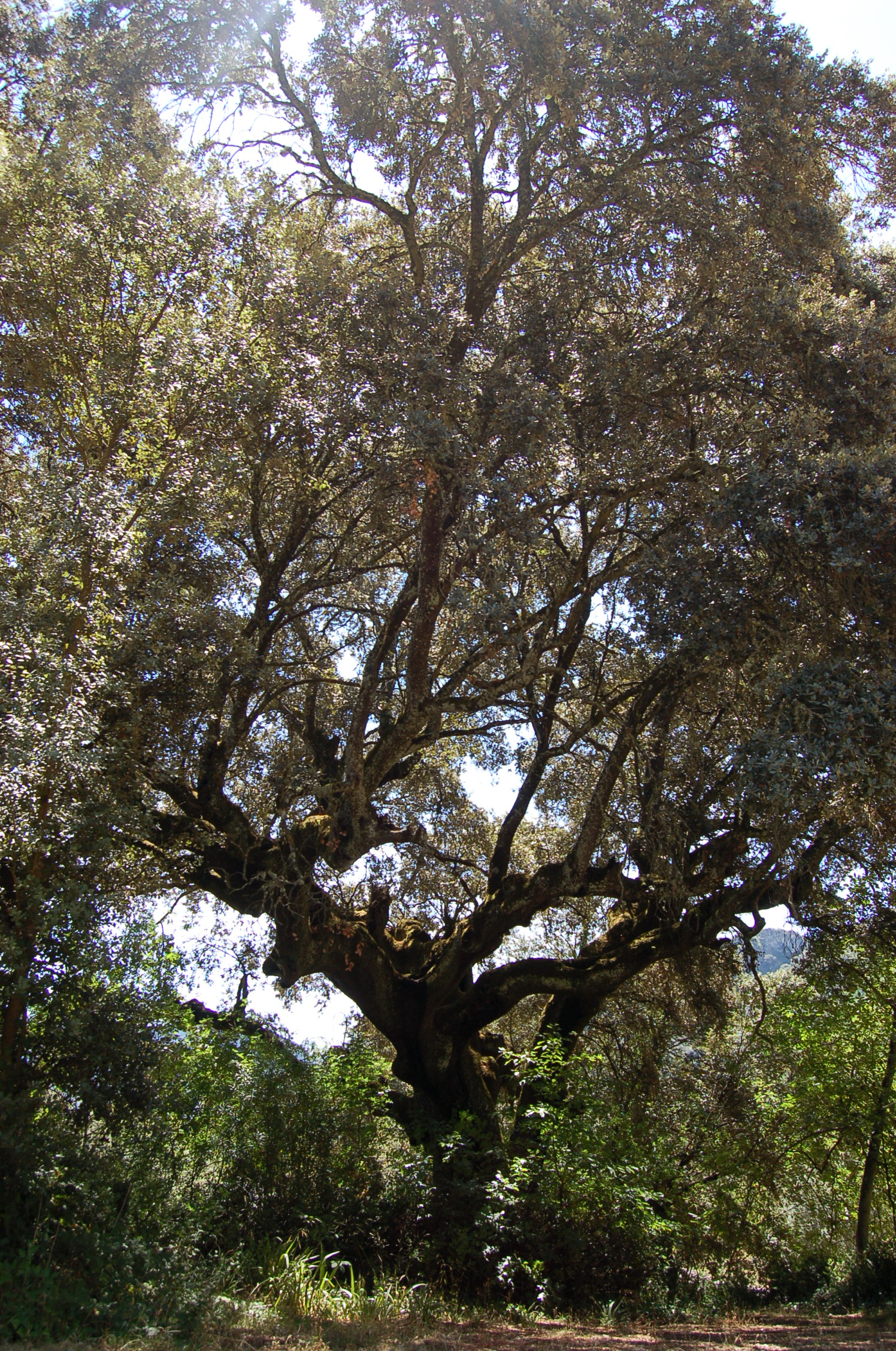
Aciñeira de Covas.

La aciñeira de Covas es una encina (Quercus ilex L. subsp. ballota) reconocida legalmente como árbol singular por la Junta de Galicia. El ejemplar, de titularidad privada, se encuentra en el Parque natural de la Sierra de la Encina de la Lastra, en la vía de acceso a la parroquia de Covas en el término municipal de Rubiana, su altura es de 1800 centímetros, el tronco tiene un perímetro en la base de 650 cm y de ella salen tres gruesas ramas, su edad se estima en 500 años.